# برنامج (حاسوب)
برنامج الحاسوب (ويعرف أيضاً باسم تطبيق أو كيان برمجي). هو مجموعة أو سلسلة من الأوامر تعطى للحاسوب لتنفيذ مهمة معينة في إطار زمني.
والمصطلح يطلق على جميع البرامج اللازمة لتشغيل الحاسوب وتنظيم عمل وحداته وكذلك تنسيق العلاقة بين هذه الوحدات.
ويمكن لهذه البرامج أن تكون بسيطة مثل معالجة نص ما، أو معقداً أكثر مثل منظومات محاسبة شركة أو معالجة رسومات ثلاثية الأبعاد.

## تعريف برامج الحاسوب

لغة البرمجة سي. الكود المصدري "Hello, World" هو أول نص، من الكتاب الأساسي لغة البرمجة سي المصدر من قبل براين كيرنيغان ودينيس ريتشي في 1974

برامج الحاسوب هي برمجيات مجانية أو مدفوعة تساعد على استخدام الحاسوب وتيسر العمل عليه مثل برامج الاوفيس التي تساعد على جدولة الأعمال والكتابة بسهولة على الحاسوب وبرامج الصور مثل مجموعة أدوبي التي تساعد في تصميم الصورة، الصوت والفيديو.
وهذه البرامج تعد مهمة للغاية لجميع مستخدمي أجهزة الحاسوب حول العالم ويوجد شركات عملاقة تقف خلف صناعة هذه البرمجيات لأنها تستفيد منها من خلال بيع النسخ المدفوعة كما إنهم ينشرون نسخ تجريبية لتجربة برامجهم كي يتعرف عليها المستخدم ويشرع في شرائها.

## التاريخ

### أول الآلات البرمجية
أقدم آلات للبرمجة سبقت اختراع الحاسوب الرقمي. في عام 1801، وضعت جوزيف ماري جاكار تلوح في الأفق التي من شأنها نسج نمط باتباع سلسلة من بطاقات مثقبة.
يمكن أن تكون منسوجة أنماط وكرر من خلال ترتيب البطاقات

### المحرك التحليلي
في عام 1837، استلهم تشارلز باباج من تلوح في الأفق الجاكار لمحاولة بناء المحرك التحليلي. اُسْتُعِيرَت أسماء مكونات الجهاز الحسابي من صناعة الغزل والنسيج. في صناعة الغزل والنسيج، جلبت الغزل من المخزن ليتم طحنها. كان الجهاز كان لديه «مخزن» -memory لعقد 1,000 أرقام من 40 أرقام عشرية لكل منهما. ثم تم نقل الأرقام من «مخزن» ثم إلى «مطحنة» (على غرار وحدة المعالجة المركزية للآلة الحديثة)، للتجهيز. تم برمجتها باستخدام مجموعتين من بطاقات مثقبة - واحدة لتوجيه العملية والآخر للمتغيرات المدخلات. ومع ذلك، وبعد أكثر من 17,000 رطل من أموال الحكومة البريطانية، والآلاف من العجلات المقننة والعتاد لم تعمل بشكل كامل معا.
خلال فترة تسعة أشهر في 1842-43، أدا لوفيليس ترجم مذكرات عالم الرياضيات الإيطالي لويجي مينابريا. وغطت المذكرات المحرك التحليلي. تحتوي الترجمة على ملاحظة G التي تفصل تماما طريقة لحساب أرقام برنولي باستخدام المحرك التحليلي. هذه المذكرة معترف بها من قبل بعض المؤرخين كأول برنامج حاسوب مكتوب في العالم

### أجهزة الحاسوب اللاحقة
مفاتيح للإدخال اليدوي على البيانات العامة نوفا 3، المصنعة في منتصف 1970s
كانت أجهزة الحاسوب المصنعة حتى 1970s مفاتيح لوحة الأمامية للبرمجة. تم كتابة برنامج الحاسوب على الورق كمرجع. تم تمثيل التعليمات من خلال تكوين إعدادات تشغيل / إيقاف. بعد ضبط التهيئة، تم الضغط على زر التنفيذ. ثم تكرر هذه العملية. كما تم إدخال برامج الحاسوب يدويا عن طريق الشريط الورقي أو البطاقات المثقوبة. بعد أن تم تحميل الوسيط، تم تعيين عنوان البداية عن طريق مفاتيح وضغط زر التنفيذ.
في عام 1961، تم بناء بوروس B5000 خصيصا ليتم برمجتها في لغة ألغول 60. الأجهزة واردة الدوائر لتخفيف مرحلة تجميع.
في عام 1964، كان عب سيستيم / 360 خطا من ستة أجهزة حاسوب لكل منها نفس بنية مجموعة التعليمات. وكان النموذج 30 أصغر وأقل تكلفة. يمكن للعملاء ترقية والاحتفاظ بنفس البرمجيات التطبيق. كل نموذج نظام / 360 ظهرت البرمجة متعددة. مع دعم نظام التشغيل، يمكن أن تكون برامج متعددة في الذاكرة في وقت واحد. عندما كان أحد ينتظر الإدخال / الإخراج، آخر يمكن حساب. كل نموذج أيضا يمكن محاكاة أجهزة الحاسوب الأخرى. يمكن للعملاء الترقية إلى النظام / 360 والاحتفاظ بهم عب 7094 أو عب 1401 تطبيق البرمجيات.

## أمثلة واستعمالات
- معالجة نصوص وثائق: Microsoft Office، أوبن أوفيس
- معالجة الصور: أدوبي فوتوشوب، جمب
- نواة نظام تشغيل: ويندوز، لينكس
- تصميم ثلاثي الأبعاد: مثل برامج 3D Studio Max، Blender، برايس
- بيئة تطوير: مايكروسوفت فيجوال ستوديو، ديف سي++
- مترجمات Compilers : مثل Borland Cpp Buillder، تجميعة مصرفات جنو

و تعتبر نواة نظام التشغيل أيضا برنامجا حيث أنها تتيح للبرامج الأخرى باستعمال معدات الأجهزة بصفة غير مباشرة وموحدة مهما تنوعت هذه المعدات.

## مقالات ذات صلة
- برمجية
- برمجة
- حاسوب
- إلمام بالحاسوب